# 阿默多县
阿默多县（英語：Amador County）是美国一个位于加利福尼亚州內華達山脈的县，县治为杰克逊。根据美国人口普查局2020年的统计，共有人口40,474人；其中白人占85.79%、非裔美国人占3.87%、印第安人占1.78%、亚裔美国人占1.0%。

## 地理

### 毗邻县
- 卡拉韦拉斯县 – 南
- 聖華金縣 – 西南
- 沙加緬度郡 – 西
- 埃尔多拉多县 – 北
- 阿尔派恩县 – 东

### 建制市
| 自治体（市/镇）                      | 成立年份 | 人口（2018） |
| ------------------------------------ | -------- | ------------ |
| 阿默多城（Amador City）              | 1915     | 190          |
| 艾奥尼（Ione）                       | 1953     | 8,363        |
| 杰克逊（Jackson）                    | 1905     | 4,781        |
| 普利茅斯（Plymouth）                 | 1917     | 971          |
| 萨特克里克／萨特克溪（Sutter Creek） | 1913     | 2,516        |